# Белколь
Белколь (каз. Белкөл) — посёлок городского типа в Кызылординской области Казахстана. Подчинён администрации города Кызылорда. Административный центр Белкольской поселковой администрации. Код КАТО — 431037100.
Посёлок расположен в 6 км к востоку от центра Кызылорды. В посёлке есть грузовая железнодорожная станция.

## Население
В 1999 году население посёлка составляло 2717 человек (1499 мужчин и 1218 женщин). По данным переписи 2009 года, в посёлке проживали 2843 человека (1418 мужчин и 1425 женщин).
На начало 2019 года, население посёлка составило 4246 человек (2059 мужчин и 2187 женщин).